# Radomír Blažík
Radomír Blažík (ur. 23 września 1954 w Brnie) – czeski kajakarz, kanadyjkarz, olimpijczyk. W czasie kariery sportowej reprezentował Czechosłowację.

## Kariera sportowa
Zajął 5. miejsce wyścigu kanadyjek jedynek (C-1) na dystansie 500 metrów na mistrzostwach świata w 1978 w Belgradzie i 6. miejsce w tej konkurencji na kolejnych mistrzostwach świata w 1979 w Duisburgu. Na igrzyskach olimpijskich w 1980 w Moskwie zajął 8. miejsce an tym dystasie.
Na mistrzostwach świata w 1981 w Nottingham zajął na dystansie 500 metrów 5. miejsce w wyścigu jedynek i 6. miejsce (w parze z Liborem Dvořákiem) w wyścigu dwójek (C-2). Później startował w osadzie dwójek. Zajął razem z Dvořákiem 4. miejsce na dystansie 10 000 metrów oraz w osadzie z Jiřím Vrdlovcem 5. miejsce na 1000 metrów na mistrzostwach świata w 1982 w Belgradzie, a na  mistrzostwach świata w 1983 w Tampere 6. miejsce na 1000 metrów razem z Vrdlovcem.